# Wang Yi (pintor)
Avís: Wang Yi (Dinastia Han) va ser l'esposa de Zhao Ang. Històricament, és l'única dona de la que s'ha registrat efectivament d'haver combatut en batalla durant el període dels Tres Regnes. Wang Yi també és un polític xinès nascut el 1953.
Wang Yi (xinès simplificat: 王绎; xinès tradicional: 王繹; pinyin: Wáng Yì), també conegut com a Sishan fou un pintor que va viure sota la dinastia Yuan. Va néixer vers l'any 1333 a Muzhou, actual Jiande, província de Zhejiang; la data de la seva mort es desconeix. Residí a Hangzhou. Va ser, a més, l'autor d'un tracta dedicat al retrat. Wang Yi va ser pintor de figures humanes amb un estil propi. També va pintar paisatges.

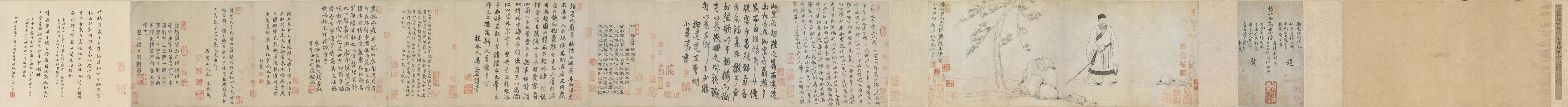
“Retrat de Yang Zhuxi”